# 片岡涼乃
片岡 涼乃（かたおか さやの、1994年6月11日 - ）は、東京都世田谷区出身の女優・タレント。
所属事務所はセントラルグループ・セントラル子供タレント、レプロエンタテインメント・J-CLASS部門（2003年以降）

## 出演

### 映画
- シムソンズ（2006年2月18日）小野みどり役
- 嫌われ松子の一生（東宝、2006年5月27日）コーラス部員役

### バラエティ
- エンタ!371・ジュニアでGO!（スカパー!371ch、2003年）
- ほんとにあった怖い話（フジテレビ、2004年11月22日）
- ほんとにあった怖い話（フジテレビ、2005年）

### テレビドラマ
- 天使の歌声 〜小児病棟の奇跡〜（フジテレビ、2002年）

### CM
- 小学館・幼稚園（1999年）
- ECCジュニア・ホームティーチャー募集中（2000年）
- NTTコミュニケーションズ・OCN（2000年 - 2001年）
- JUSCO・ランドセル（2001年）
- パナソニック・DIGICAM NV-GS35K（2002年）
- AEON・カジュアル（2003年）
- TOYOTA・シエンタ（2004年）
- JR東海・未来を体験する子供たち 音篇（2005年）
- 片岡物産 バンホーテン・ミルクココア〜少女たち篇〜（2006年）

### イベント
- 櫻井智&浅倉薫劇団クリスマスファンタジーライブ（2003年）
- POP CHAPEL 2004（2004年）
- ちゅろすなライブショー〜ちゅろすと一緒〜（2004年）

### CD
- 米倉千尋 『約束の場所へ』CDジャケットモデル（2003年）

## モデル

### 雑誌
- 幼児と保育（小学館、2000年）
- ピコロ（学習研究社、2001年）
- 手づくりママキディ（婦人生活社、2002年）
- なかよし（講談社、2004年）
- Lemon Teen（バウハウス、2004年）
- 小学三年生（小学館、2005年）
- ちゃお（小学館、2005年）

### 広告・看板
- タムロン（2000年）
- 花王・ニュービーズ（2000年）
- パナソニック・DIGICAM 愛情サイズ（2002年）
- 東京三菱銀行・ライフプランニング（2002年）
- AEON・カジュアル（2003年）
- 東京三菱銀行（2003年）
- ユニクロ（2004年）
- 日本歯科医師協会（2005年）
- シカゴピザ（2005年）
- 進研ゼミ・中1講座（2007年）

### ビデオパッケージ
- 東京ディズニーランド・ハロウィーン（2001年）
- ベネッセ・チャレンジ1年生（2002年）